# Örby slott
Örby slott är en stadsdel i Hägersten-Älvsjö stadsdelsområde i Söderort inom Stockholms kommun, i huvudsak koncentrerad kring Örby Slottsväg, där också Örby slott ligger. Slottet upplåts idag till Vietnams ambassad i Stockholm.

## Historia
Småhusbebyggelsen i Örby tillhör Stockholms äldsta villastäder och började byggas ut i slutet av 1800-talet. Marken omfattade drygt 600 hektar och hörde ursprungligen till Örby slott som såldes 1897 till två markexploatörer, brukspatronen J.E. Lignell och notarien F.P. Dalheimer. 1898 delade de upp ägorna mellan sig, styckade marken och började sälja tomter för villabebyggelse. Köparna var främst arbetare och lägre tjänstemän. År 1904 blev Örby ett eget municipalsamhälle och 1913 en del av Stockholms stad. Vid 1940-talets mitt fastställdes nu gällande stadsplaner. Området har sedan dess förtätats i omgångar, tomter styckats av och bebyggts. Till Örbys äldsta bevarade byggnader hörde villa Valdorshem som revs 2020. På platsen kommer att byggas några parhus. Dagens bebyggelse i Örby slott byggdes ut under 1940-talet, stadsdelen bildades 1956 genom en utbrytning ur stadsdelen Örby.

## Gator
Mellan Liseberg och Örby slott sträcker sig Götalandsvägen, den följer ungefärligen den historiska sträckningen av Gamla Göta landsväg och leder förbi Brännkyrka kyrka.

## Historiskt flygfoto

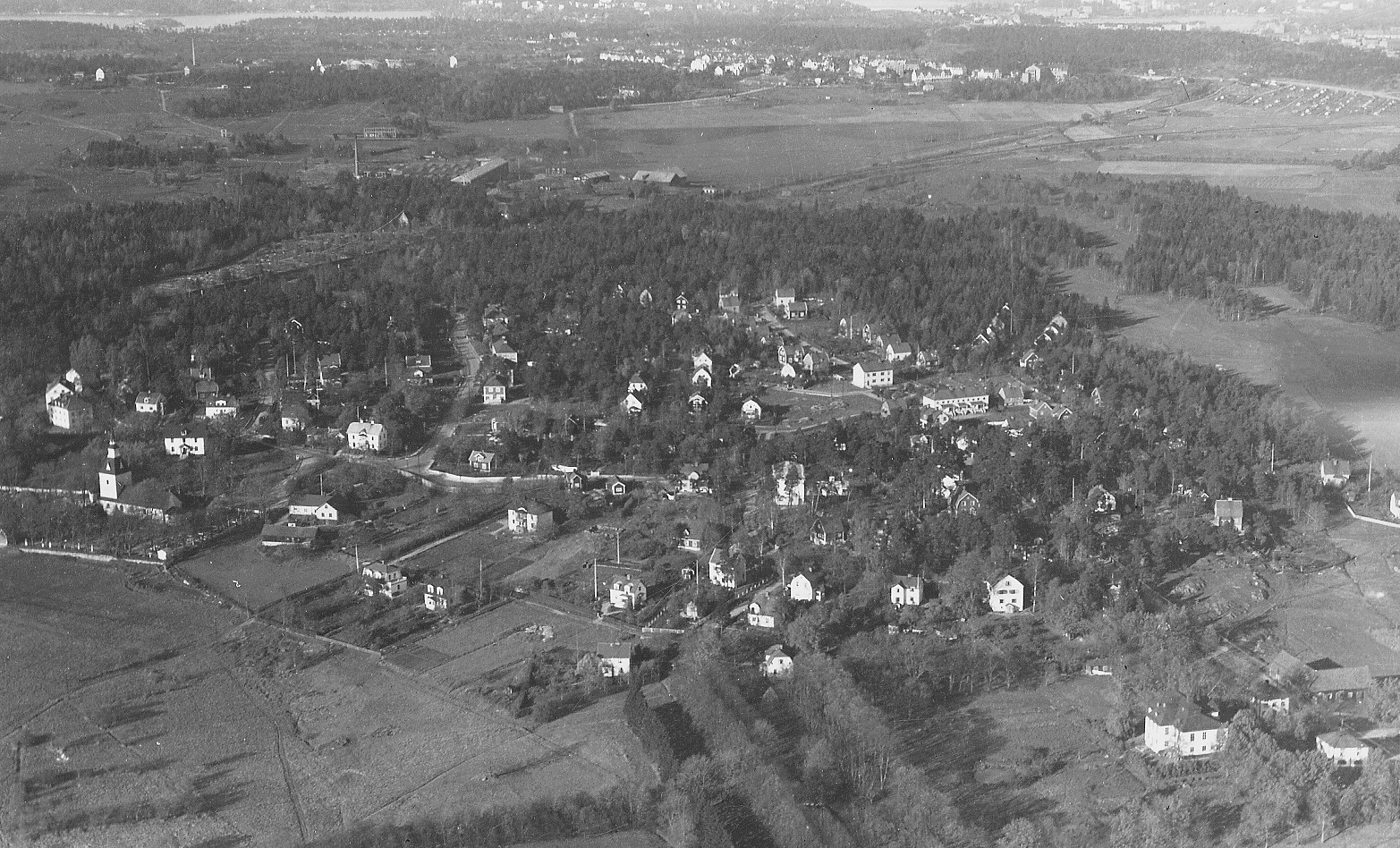
Vy över Örby slotts villor söderifrån 1936. Brännkyrka kyrka (t.v.), Örby slott (t.h.) och Årstafältet i bakgrunden. Fotograf: Oscar Bladh.

## Demografi
År 2017 hade stadsdelen cirka 1 900 invånare, varav cirka 23,5 procent med utländsk bakgrund.